# MEOS
MEOS står för "microsomal ethanol oxidizing system" och är ett enzymsystem för nedbrytning av etanol som sker i organeller kallade mikrosomer, varifrån systemet fått sitt namn. Mikrosomer är en form av vesiklar som bildats från endoplasmatiska retiklet. Dessa innehåller bland annat cytokrom P450 (CYP) som är en klass av metabola enzymer. Det specifika enzymet som katalyserar etanolnedbrytningen till acetaldehyd i mikrosomerna kallas CYP2E1.
MEOS står normalt sett bara för en liten del av etanolmetabolismen, men induceras vid kroniskt alkoholintag till att stå för en allt större del av nedbrytningen av etanol. Induktionen innebär ökad syntes av CYP-enzym, särskilt CYP2E1. Systemet förbrukar NADPH till NADP+ under sin verkningsmekanism. Bildandet av NADPH är en ATP-krävande process, energin som frigörs avges i slutändan som värme, detta kan vara en av anledningarna till den förhöjda basalmetabolismen som ses hos kroniska alkoholanvändare.